# ويلي وود
ويلي وود (بالإنجليزية: Willie Wood)‏ هو لاعب كرة قدم أمريكية أمريكي، ولد في 23 ديسمبر 1936 في واشنطن العاصمة في الولايات المتحدة.

## وصلات خارجية
- ويلي وود على موقع مرجع كرة القدم المحترفة.كوم (الإنجليزية)
- ويلي وود على موقع IMDb (الإنجليزية)
- ويلي وود على موقع قاعدة بيانات الفيلم (الإنجليزية)